# Apurímac (regiune)
Regiunea Apurímac (în spaniolă Departamento de Apurímac) este o regiune situată în partea de central-sudică a statului Peru. Capitala regiunii este orașul Abancay. Codul UBIGEO al regiunii este 03.

## Diviziune teritorială

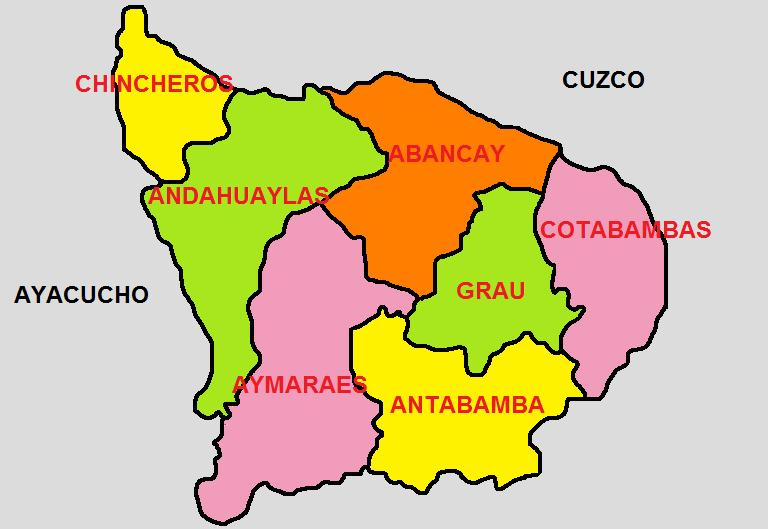
Provinciile din regiunea Amazonas

Regiunea este divizată în 7 de provincii (provincias, singular: provincia), compuse din 80 districte (distritos, singular: distrito):
| Provincie   | Capitală       | Districte |
| ----------- | -------------- | --------- |
| Abancay     | Abancay        | 5         |
| Andahuaylas | Andahuaylas    | 6         |
| Antabamba   | Antabamba      | 2         |
| Aymaraes    | Chalhuanca     | 15        |
| Chincheros  | Chincheros     | 11        |
| Cotabambas  | Tambobamba     | 4         |
| Grau        | Chuquibambilla |           |